# 帕蒂·卡德纳斯
帕蒂·卡德纳斯（英語：Patty Cardenas，1984年8月19日—），美国前女子水球运动员。她曾代表美国国家队参加2008年夏季奥林匹克运动会女子水球比赛，获得一枚银牌。